# Eulithis serrataria
Eulithis serrataria är en fjärilsart som beskrevs av Barnes och Mcdunnough 1917. Eulithis serrataria ingår i släktet Eulithis och familjen mätare. Inga underarter finns listade i Catalogue of Life.